# Augustin Gérard
Augustin Grégoire Arthur Gérard (Dunkerque, 21 novembre 1857 – Château-Gontier, 2 novembre 1926) è stato un generale francese, che durante la prima guerra mondiale fu comandante del II Corpo d'armata, della Ie Armée (31 marzo-31 dicembre 1916) e della VIIIe Armée (31 dicembre 1916-1 ottobre 1919).

## Biografia

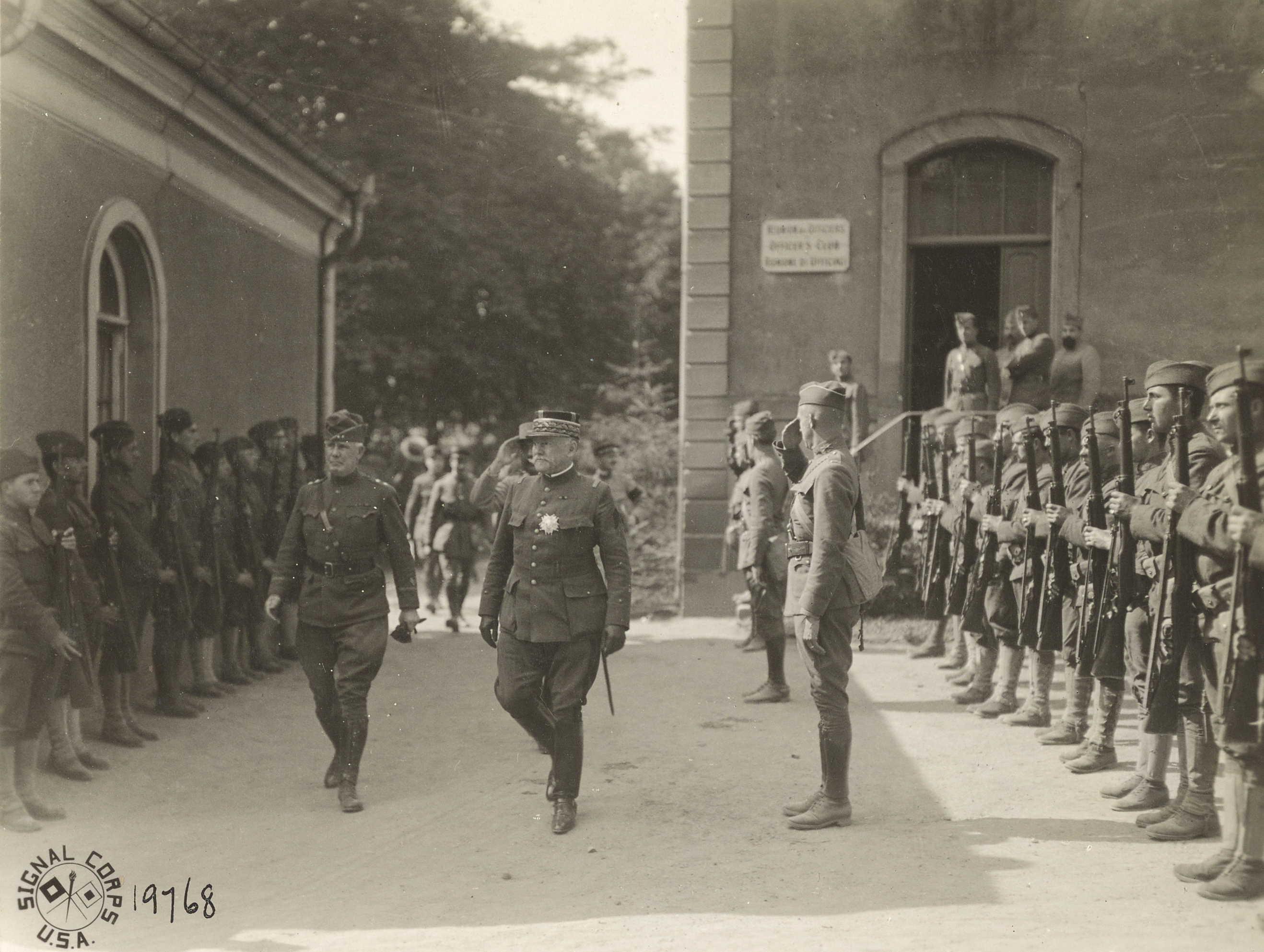
Il generale Augustin Gérard, comandante dell'VIIIe Armée, accompagna il maggior generale George B. Duncan, comandante della 77th Infantry Division, lasciano il quartier generale delle 77th e passano davanti alla guardia d'onore a Baccarat, Francia, giugno 1918.

Nacque a Château-Gontier, dipartimento della Mayenne, il 2 novembre 1857, figlio di Edme Alexis e di Marie Josephine Justine Goussin. All'età di undici anni entrò nel Prytanée national militaire di La Flèche e poi, il 22 ottobre 1875, entrò nella École spéciale militaire de Saint-Cyr (Promotion Derniere de Wagram) da cui uscì il 1 ottobre 1877 assegnato alla fanteria con il grado di sottotenente nella 66° Reggimento fanteria. Promosso tenente il 13 ottobre 1882, fu assegnato al 95° Reggimento fanteria. Promosso capitano il 20 luglio 1887 passò al 3° Reggimento fanteria di marina e scelse le Troupes coloniales per iniziare la sua carriera militare. Fu inviato nel Tonchino assegnato al 2° Reggimento di marcia del Tonchino il 29 dicembre 1887.
Fece parte successivamente dello stato maggiore dell'Indocina e del Tonchino (1888-1892). Ritornò in Indocina nel 1892 in qualità di aiutante di campo del generale Albert Duchemin svolgendo due missioni, una in Siam a Chanthaburi durante la guerra franco-siamese del 1893; una in Cina a Long-Tchéou in quella stesso anno. Divenne comandante di battaglione il 1° settembre 1894.
Nel 1896, fu capo di stato maggiore del corpo di occupazione del generale Joseph Simon Gallieni durante la Guerra franco-hova in Madagascar. Fu accusato di aver presentato il massacro di Ambiky compiuto in Madagascar come una superba operazione militare. Rimase in Madagascar dal 1896 al 1899, ricoprendo sia la carica di capo di stato maggiore che quella di Segretario generale.
Ritornato in Francia fu promosso tenente colonnello il 3 aprile 1899 e trasferito alla fanteria territoriale in forza al 125° Reggimento fanteria. Fu promosso colonnello il 26 dicembre 1905, prestò servizio nel 37° Reggimento fanteria.
Nel 1907 fu inviato di Georges Clemenceau durante la crisi del vino nel Sud sfociata nella rivolta dei viticoltori della Linguadoca del 1907, e poi incaricato dell'inchiesta sull'ammutinamento del 100° Reggimento fanteria e sugli incidenti di Narbonne del 19 e 20 giugno 1907.
Promosso generale di brigata il 23 marzo 1909, divenne comandante della 13ª Brigata fanteria il 23 dicembre dello stesso anno. Il 24 settembre 1911 divenne aiutante del comandante superiore del Campo trincerato di Parigi, comandante della Piazza di Parigi e comandante del dipartimento militare della Senna. Il 14 maggio 1912 fu nominato comandante della 41ª Divisione fanteria e delle subdivisioni delle regioni di Bourg-en-Bresse e di Belley. fu Membro del comitato tecnico di fanteria, e nominato generale di divisione nel dicembre 1912.
Dopo la morte di Georges Picquart nel 1914, comandò il II Corpo d'armata ad Amiens durante la mobilitazione, prima dello scoppio della prima guerra mondiale.
Nel 1915 passò al comando del distaccamento d'armata "Gérard", guidandolo nella Battaglia di Saint-Mihiel, poi del distaccamento dell'Armée de Lorraine (24 luglio-5 novembre 1915). Il 31 marzo 1916 fu nominato comandante della Ie Armée, e il 31 dicembre dello stesso anno della VIIIe Armée che mantenne fino al 1 ottobre 1919. 
Nel 1919 si candidò per un seggio da parlamentare in Lorena alle elezioni generali, ma non fu eletto. Dopo l'armistizio di Compiègne comandò le truppe di occupazione della della Renania. Durante questo periodo sostenne il movimento separatista e la formazione di una repubblica indipendente del Palatinato.
Posto in congedo il 12 ottobre 1919, fu assegnato alla 2ª sezione del corpo degli ufficiali della riserva il 2 novembre 1919, venendo insignito poco prima della médaille militaire concessagli  da Georges Clemenceau. Dopo essere stato trasferito nella forza di riserva, si dedicò alla difesa delle idee repubblicane e si ritirò a vita privata a Château-Gontier. Insieme a Gaston Doumergue, Paul Painlevé, Edouard Herriot, Ferdinand Buisson, Joseph Paul-Boncour e Frédéric Brunet, fu uno dei presidenti onorari della Federazione Nazionale dei Combattenti (FNCR). Denunciò il falso apoliticismo delle grandi federazioni del mondo combattente, l'Unione federale delle associazioni francesi dei veterani (UF) e ancor più l'Unione nazionale dei combattenti (UNC), e protestò vivamente contro la presenza della Chiesa cattolica alle manifestazioni dei veterani. Fu Gran maestro del Grand Orient de France nel 1921 e 1922.
Si spense a Château-Gontier il 2 novembre 1926, e i suoi funerali civili si tennero il 6 dello stesso mese. La sepoltura ebbe luogo nel cimitero di famiglia a Saint-Laurent-des-Mortiers. Nel giugno 1931 la sua bara fu posta nella cripta dei marescialli all'Hôtel des Invalides. Alla sua morte, nel 1936, la vedova di Gérard lasciò in lascito una parte della  collezione del marito  al Musée d'Art et d'Archéologie - hôtel Fouquet di Château-Gontier.

## Onorificenze

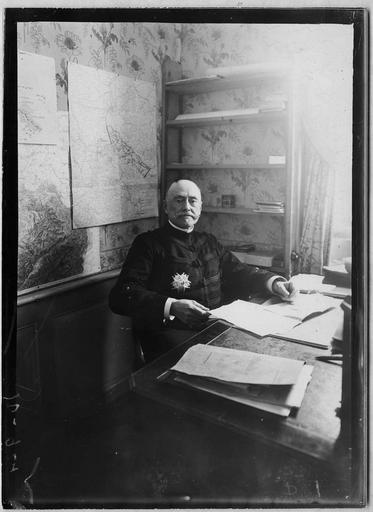
Il generale Gérard presso il quartier generale dell'Armée de Lorraine a Saint-Nicolas-de-Port, il 31 agosto 1915.